# Hernádmáté
Hernádmáté (1899-ig Matejócz, szlovákul: Matejovce nad Hornádom, németül: Mateowitz) falu Szlovákiában, a Kassai kerület Iglói járásában.

## Fekvése
Iglótól 8 km-re kelet-délkeletre, a Hernád jobb partján fekszik.

## Története
A település a 13. században keletkezett, 1277-ben IV. László király adománylevelében „terra Mathey” alakban említik először. A király az akkor Bélának nevezett erdőt és földet Máté nevű hívének adja. A falu alapítója az említett Máté volt, aki a település későbbi névadója lett. A falu két részből állt, a dombon fekvő felső részt ma is Beľanynak nevezik, míg az alsó falurész a Hernád partján fekszik. 1326-ban is külön említik a két falurészt.
1378-ban egy oklevélben „Mathefalua” néven szerepel. A 15. században különböző nemesi családok birtoka. 1529-ben „Matheffalwa” alakban említik. Lakói a 16. század közepén reformátusok lettek, de később az ellenreformáció hatására újra felvették a katolikus hitet. A 16. században a szepesi káptalanhoz tartozott, majd Paczolt Zsigmond, később a 17. században a Máriássy család birtoka. 1682-ben 10 lakóház, 19 zsellértelek és 1 lakatlan ház állt a faluban. Ekkor a községnek még csak egy fa haranglába volt. 1700-ban 61 szlovák lakta. Ekkor már állt Szent Máté apostol tiszteletére szentelt torony nélküli temploma. 1787-ben 21 ház (ebből 11 zsellérház) állt a faluban 133 lakossal. 1813-ban hatalmas árvíz pusztított a településen. A templomot 1819-ben Alexandriai Szent Katalin tiszteletére szentelték fel. 1828-ban 23 házában 183 lakos élt.
Fényes Elek 1851-ben kiadott geográfiai szótárában így ír a faluról: „Matejócz, tót falu, Szepes vmegyében, Markusfalva fil. 183 kath. lak. F. u. Marjássy.”
1852-ben 183 római katolikus, 12 görögkatolikus és 5 zsidó vallású lakosa volt. 1872-ben a községet elérte a vasút, mely jótékonyan hatott fejlődésére. 1907-ben a névmagyarosítás jegyében a falu hivatalos nevét Matejócról Hernádmátéra változtatták.
A trianoni diktátumig Szepes vármegye Iglói járásához tartozott.

## Népessége
| Év:            | 1994. | 2004.   | 2014.   | 2024.   |
| -------------- | ----- | ------- | ------- | ------- |
| Emberek száma: | 454   | 487     | 530     | 561     |
| Eltérés:       |       | +7,26 % | +8,82 % | +5,84 % |

| Év:            | 2023. | 2024.   |
| -------------- | ----- | ------- |
| Emberek száma: | 548   | 561     |
| Eltérés:       |       | +2,37 % |

1910-ben 225, túlnyomórészt szlovák lakosa volt.
2001-ben 464 lakosából 424 fő szlovák és 40 cigány volt.
2011-ben 499 lakosából 469 szlovák és 18 cigány.

## Nevezetességei
- Alexandriai Szent Katalin tiszteletére szentelt római katolikus temploma a 18. század elején épült. Korábban Szent Máté tiszteletére volt szentelve, 1819-óta viseli mai patrónusa nevét.
- Határa bővelkedik természeti szépségekben, jellegzetes sziklaalakzatokban, vízesésekben.

## Híres emberek
- Itt született 1647-ben Pilarik István evangélikus püspök, egyházi író.
- Itt született 1954-ben Ján Kozák, Európa-bajnoki bronzérmes csehszlovák válogatott labdarúgó, edző.